# Hugo Brizuela
Pour les articles homonymes, voir Brizuela.
Hugo Brizuela, de son vrai nom Hugo Rolando Brizuela Benítez, né le 8 février 1969 à Pilar (Paraguay), est un footballeur paraguayen.

## Carrière

### En clubs
- 1993 : O'Higgins ( Chili)
- 1994 : Deportes La Serena ( Chili)
- 1995 : O'Higgins ( Chili)
- 1996 - 1997 : Audax Italiano ( Chili)
- 1997 - 1999 : Argentinos Juniors ( Argentine)
- 1999 - 2000 : Universidad Católica ( Chili)
- 2000 - 2001 : Chacarita Juniors ( Argentine)
- 2001 - 2002 : CF Pachuca ( Mexique)
- 2002 - 2003 : FC León ( Mexique)
- 2003 : Barcelona SC ( Équateur)
- 2004 : Audax Italiano ( Chili)
- 2005 : O'Higgins ( Chili)

### En équipe nationale
Il a participé aux coupes du monde de 1998.